# إيما دارسي
إيما دارسي (بالإنجليزية: Emma D'Arcy) (مواليد 27 يونيو 1992) هو ممثل إنجليزي، يصنف نفسه بلاثنائي الجنس. اشتهر بلعب دور راينيرا تارجيريان في مسلسل آل التنين.

## روابط خارجية
- إيما دارسي الباروني على موقع IMDb (الإنجليزية)
- إيما دارسي الباروني على موقع ميتاكريتيك (الإنجليزية)
- إيما دارسي الباروني على موقع روتن توميتوز (الإنجليزية)
- إيما دارسي الباروني على موقع ألو سيني (الفرنسية)
- إيما دارسي الباروني على موقع أول موفي (الإنجليزية)
- إيما دارسي الباروني على موقع قاعدة بيانات الفيلم (الإنجليزية)